# Master Blaster
Master Blaster es un proyecto alemán de eurodance y handsup formado en 2002 por Sasha van Holt, Mike de Ville y Rico Bernasconi. Desde 2017 está conformado únicamente por Mike de Ville. Son conocidos por versionar clásicos del dance y el italo disco de los 80. Su sonido tiene una fuerte influencia de Aquagen y Warp Brothers.

## Historia
En 2003 uno de sus sencillos más exitosos fue "Hypnotic Tango" que samplea el éxito de la banda My Mine alcanzando el top 10 de las listas en Alemania,  Austria, Francia, Suiza  y el Reino Unido. Ese mismo año editan su álbum debut, We Love Italo Disco que contiene canciones que samplean varios éxitos de Italo disco como "How Old R U?" de Miko Mission y "Dial My Number" de Romano Bais.
Al año siguiente, lanzaron los sencillos "Ballet Dancer" del grupo alemán The Twins, junto con Turbo B de Snap!,  y remezclaron una de sus producciones más originales, el "No Limit" de 2 Unlimited. 
En 2006, el grupo lanzó "Since You've Been Gone", una versión de la canción de 1976 de Russ Ballard.
Al año siguiente lanzaron su segundo álbum de estudio Put Your Hands Up. El sencillo "Walking in Memphis"/"Can Delight" alcanzó la cima de las listas de dance de ClubRotation durante varias semanas.
Con una nueva versión de su éxito "Hypnotic Tango", lanzado en 2012 junto a Paul Janke, volvió a colocarse en lo alto de las listas de sencillos alemanas después de más de cinco años.
Después de que Sascha van Holt dejara el proyecto en 2017, Mike de Ville continúa produciendo en solitario bajo el nombre de Master Blaster. Florian Arndt actúa ocasionalmente como ingeniero de masterización y Daniel Norda ha coproducido algunos títulos y también está presente como artista de fondo.

## Discografía[5]

### Álbumes
| Título              | Año  |
| ------------------- | ---- |
| We Love Italo Disco | 2003 |
| Put Your Hands Up   | 2008 |

### Sencillos
| Título                             | Año  | Artista original y año            |
| ---------------------------------- | ---- | --------------------------------- |
| "Hypnotic Tango"                   | 2002 | My Mine (1983)                    |
| "Ballet Dancer"                    | 2003 | The Twins (1983)                  |
| "How Old R U"                      | 2003 | Miko Mission (1984)               |
| "Dial My Number"                   | 2004 | Romano Bais (1985)                |
| "Since You've Been Gone"           | 2006 | Russ Ballard (1976)               |
| "Walking in Memphis / Can Delight" | 2007 | Marc Cohn / My Mine (1991 / 1986) |
| "Everywhere"                       | 2008 | Michelle Branch (2001)            |
| "Come Clean"                       | 2009 | Hilary Duff (2003)                |
| "Back to the Sunshine"             | 2010 | Münchener Freiheit (1987)         |
| "Hypnotic Tango 2k12"              | 2012 | My Mine (1983)                    |
| "How Old Are You 2014"             | 2014 | Miko Mission (1984)               |
| "Now You're Gone" (& Norda)        | 2018 | Basshunter (2007)                 |